# Малые Чаки
Ма́лые Ча́ки (чув. Кӗҫӗн Чак) — деревня в Урмарском районе Чувашской Республики Российской Федерации. В рамках организации местного самоуправления входит с 2023 года в Урмарский муниципальный округ, до 2023 года входит в Большечакинское сельское поселение. Население 114 человек (2015) , преимущественно чуваши.

## География
Деревня расположена на берегу реки Малый Аниш недалеко от районного центра Урмары, находится рядом с деревней Большие Чаки. Расстояние до города Чебоксары составляет приблизительно 70 километров.

### Климат
Климат в поселке умеренно-холодный. Температуры варьируется от −12.8 °C до 19,3 °C, средняя температура в году составляет 3,7 °C. Самые высокие температуры наблюдаются в июле, а самые низкие в январе.

## История
Изначально возникло как поселение служилых чувашей в первой половине XVII века. В 1724—1866 годах жители являлись государственными крестьянами, занимавшимися земледелием и животноводством.
Входил (с 2004 до 2022 гг.) в состав Большечакинского сельского поселения муниципального района Урмарский район.
К 1 января 2023 года обе муниципальные единицы упраздняются и деревня входит в Урмарский муниципальный округ.

## Население
| 1795 | 1858 | 1897 | 1926 | 1939 | 1979 | 2002 | 2010 | 2012 | 2015 |
| ---- | ---- | ---- | ---- | ---- | ---- | ---- | ---- | ---- | ---- |
| 51   | 57   | 97   | 132  | 181  | 194  | 148  | 122  | 143  | 141  |

## Инфраструктура
В начале XX века функционировали водяная мельница, кирпичное предприятие. В 1920-е годы имелись шерстобойный, портняжный промыслы. В 1930 образован колхоз «РКИ».